# Суразький замок
Суразький замок (біл. Суражскі замак) — укріплення, що існувало в Суражі (суч. Вітебський район, Вітебська область, Білорусь) в XVI — XVIII століттях.

## Історія
Побудований у 1563 році вітебським воєводою С. А. Збаразьким за наказом Сигізмунда II Августа при злитті річок Каспля і Західна Двіна. Дерев'яний замок, побудований з городень, з півночі та сходу був оточений земляним валом висотою до чотирьох метрів, і ровом. Даних про замок збереглося мало, але на карті Полоцького князівства С. Пахоловицкого 1579 року і на карті Т. Маковського 1603 року він зображений з однією двоярусною вежею. 
Замок був спалений московськими військами в 1616 і 1633 роках. 
Під час московсько-польської війни 1654 року зайнятий московськими військами, а в 1655 звільнений в результаті повстання жителів Суража. У 1656 знову зайнятий московськими військами. Переможцям дісталися три прапори, чотири колісних гармат калібру 0,5-3,5 фунтів. Історики вважають, що замок того часу мав два бойових яруса, підземний хід, що веде до річки, в'їзні ворота з підйомним мостом та дві вежі.
Згідно з Андрусівським перемир'ям Суразький замок залишився у складі Великого князівства Литовського і був відбудований. 